# Norcia
Norcia è un comune italiano di 4 425 abitanti della provincia di Perugia in Umbria: posta a 96 km dal capoluogo umbro, a circa 600 m s.l.m. e al limite nord dell'altopiano di Santa Scolastica, un pianoro di origine tettonica collocato nel cuore dell'Appennino umbro-marchigiano e inserito nel comprensorio del parco nazionale dei Monti Sibillini, è il comune più orientale della regione Umbria. Il suo territorio confina con il Lazio e le Marche.

## Geografia fisica

### Territorio
Dal punto di vista geografico e naturalistico Norcia si trova nel punto di raccordo di due realtà paesaggistiche assai diverse ma contigue: la Valnerina, ovvero il comprensorio della stretta valle fluviale scavata dal fiume Nera e dai suoi affluenti, con le sue pendici montane scoscese ricoperte di vegetazione a foglia caduca, e i Monti Sibillini, la zona montuosa di origine tettonica caratterizzata da vette in grado di raggiungere e superare i 2000 metri di altezza, con pendii erbosi o ricoperti da faggete, arrotondati dall'azione glaciale ed eolica, all'interno della quale si aprono vasti altopiani carsici sfruttati per il pascolo di bovini e di greggi.

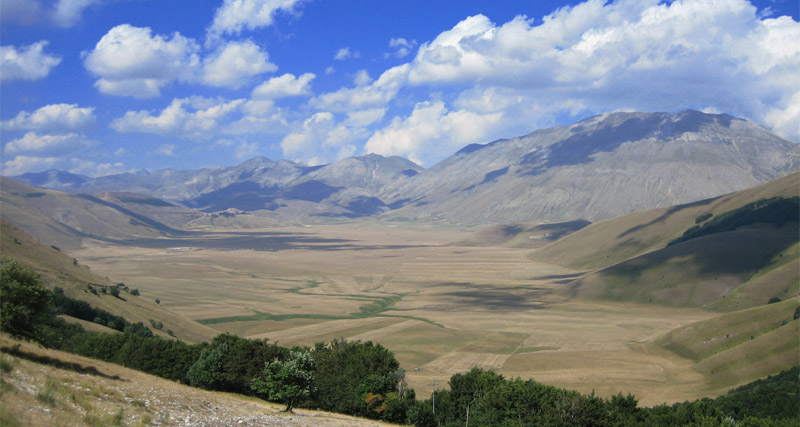
L'altopiano di Castelluccio di Norcia verso nord. A destra il Monte Vettore e la catena dei Monti Sibillini

I fenomeni carsici sono assai frequenti e in prossimità del centro urbano, a ridosso delle mura cittadine, danno luogo a delle risorgive localmente denominate marcite, ovvero zone in cui l'acqua, raccolta e ridistribuita attraverso un razionale sistema di canali, allaga in maniera continuativa e controllata per lunghi periodi dell'anno ampie zone di terreno, consentendo la raccolta di un fieno abbondante. In alta montagna il fenomeno si manifesta con la presenza di numerosi inghiottitoi che, soprattutto nella parte meridionale dell'altopiano del Castelluccio, sono ben visibili per estensione e morfologia.
L'altopiano di Castelluccio è costituito da un sistema di diversi bacini glaciali svuotatisi in era geologica in seguito ad una serie di sconvolgimenti tettonici. L'altopiano si sviluppa su una direttiva Nord-Sud per una lunghezza complessiva di circa 20 km e prende il nome dal piccolo centro abitato che occupa una delle sue sommità calcaree marginali. Il Pian Grande rappresenta l'altopiano di maggiore estensione (circa 15 km quadrati): ad esso si aggiungono degli altopiani minori (Pian Piccolo, Pian Perduto, Quarto San Lorenzo e il Pian dei Pantani). Nella tarda primavera l'altopiano è teatro di un particolare fenomeno naturale denominato Fioritura e dovuto appunto alla fioritura contemporanea di decine di specie floreali diverse che danno luogo ad un tappeto multicolore che ricopre tutta la valle.

## Storia

### Norcia pre-romana
Tracce di insediamenti umani nella valle risalgono al Neolitico, mentre è testimoniata con certezza una presenza umana continuativa a partire dall'VIII secolo a.C. La fondazione della città risale probabilmente al V secolo a.C. per opera dei Sabini, che a Norcia, nella zona oggi identificata con il toponimo di Capolaterra, collocano l'avamposto più settentrionale del territorio da essi controllato. Probabilmente il nome Norcia deve essere posto in relazione con il nome etrusco Northia della dea Fortuna romana.

### La conquista romana
La città è conquistata dai Romani all'inizio del III secolo a.C., ottiene la cittadinanza romana nel 268 a.C., venendo aggregata alla tribù Quirina, ed è alleata di Roma nella guerra contro Cartagine. Diviene nel II secolo a.C. prima Prefettura e quindi Municipio nella IV Regione Sabina. Nella guerra civile che vede Ottaviano contrapposto a Marco Antonio Norcia si allea con quest'ultimo e ne condivide la sorte all'indomani della sconfitta patita ad opera del futuro primo imperatore. Publio Virgilio Marone cita Norcia nel VII libro dell'Eneide come patria di Ufente, alleato del re Turno contro i troiani.
Con l'ascesa al potere dell'imperatore di origini sabine Vespasiano, nella seconda metà del I secolo d.C., Norcia, diviene la romana Nursia Valeria. La sua fama in questo periodo è legata ai prodotti della campagna, alla rigidità del clima (che le valse l'epiteto virgiliano di frigida), e a quella dei suoi figli più illustri (Nursina duritia), con il generale repubblicano Sertorio in prima fila e la madre dell'imperatore Vespasiano, Vespasia Polla.
Nel 250, la città ospita il vescovo folignate san Feliciano che la converte al Cristianesimo e diventa sede di un'importante diocesi già a partire dal IV secolo.

### Alto Medioevo
Con la decadenza dell'Impero Romano d'Occidente e le invasioni che ne conseguono ad opera delle popolazioni barbariche, Norcia viene a più riprese saccheggiata e devastata prima dai Goti e quindi dai Longobardi che nel 572 la sottomettono e l'assoggettano poi al Ducato Longobardo di Spoleto. Proprio in questo periodo, alla fine del V secolo, Norcia vede la nascita del suo cittadino più illustre, San Benedetto fondatore del monachesimo occidentale. Nonostante la sua collocazione in una regione montuosa e non facilmente accessibile la cittadina umbra subisce ripetuti attacchi da parte di pirati Saraceni all'inizio del IX secolo.

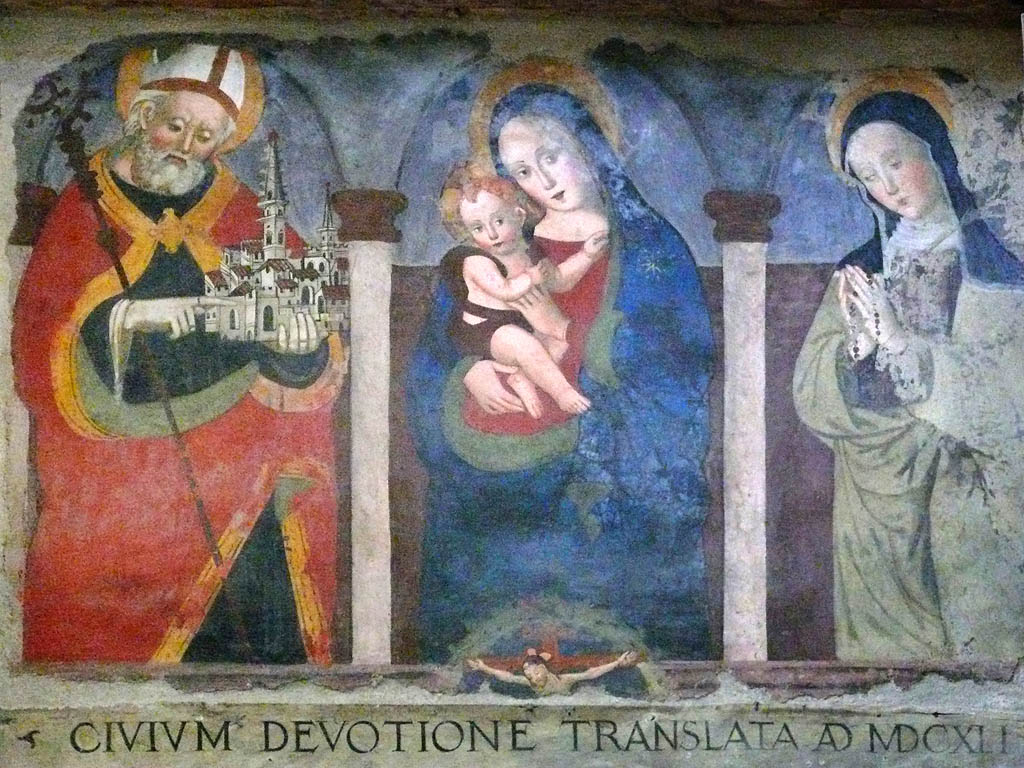
Norcia, Santa Maria Argentea: La Vergine con Bambino tra le rappresentazioni di san Benedetto da Norcia, con in mano un modello della città e di santa Scolastica (Francesco Sparapane, XVI secolo)

Durante l'Alto Medioevo Norcia attraversa un periodo di profonda depressione e decadenza economica che la vedono quasi soccombere sotto il peso di un elevatissimo tasso di emigrazione e di un alto indice di mortalità, tanto che nell'890 la città viene abbandonata dalla popolazione. All'inizio del IX secolo una colonia di Franchi si stabilisce nella pianura nursina, a quel tempo pressoché completamente spopolata. L'agricoltura autarchica di sopravvivenza caratteristica di questo periodo storico determina lo sviluppo dell'allevamento del maiale la cui carne, lavorata e rivenduta ai centri urbani vicini, diviene un importante mezzo di sostentamento e di scambio per i contadini della zona, altrimenti privi di altre risorse fondamentali.

### Medioevo
Nel corso di tutto il Medioevo Norcia è città guelfa subordinata al dominio papale ma riesce comunque a costituirsi in libero comune all'inizio del XII secolo e a vivere un periodo di relativa floridezza economica. Particolarmente interessante e meritevole di citazione è il connubio che si instaura in questo periodo tra la città e la abbazia benedettina di Sant'Eutizio, collocata nel territorio dell'odierna Preci. Connubio che tra l'altro dà luogo alla nascita della cosiddetta Schola Chirurgica nella quale le conoscenze anatomiche dei monaci si fondono con le conoscenze empiriche e le pratiche chirurgiche che gli allevatori nursini sono in grado di svolgere con successo sui suini. La scuola chirurgica nursina viene riconosciuta ufficialmente dalla Chiesa che autorizza un esiguo gruppo di persone, provenienti da alcune famiglie locali, a eseguire interventi chirurgici fino ad ora esclusivamente praticati da religiosi.
Tra il 1200 e il 1300 Norcia è impegnata in continui conflitti con la vicina Accumoli e con Amatrice e Arquata del Tronto per il possesso della Rocca, alleate di Ascoli, che nel 1255 portano Norcia a stipulare il trattato di cessione dei territori di Arquata del Tronto, Accumoli, Tufo, Rocchetta e Capodacqua ad Ascoli.
All'inizio del 1300, Norcia consolida la sua influenza economica e il suo prestigio politico che la vedono, insieme con Visso, ricoprire il ruolo di principale centro urbano nella regione montuosa che la circonda. Vengono costruite delle mura di difesa ma la vicinanza della potente Spoleto la costringe ad una conflittualità costante che alla fine mina irreparabilmente le prospettive di sviluppo e di potere politico.
Nel dicembre del 1328, a causa di un catastrofico terremoto che distrugge la maggior parte degli edifici pubblici e privati provocando circa 5000 vittime, Norcia subisce un colpo di grazia definitivo alle sue ambizioni territoriali. Nel 1354 la città è definitivamente assoggettata alla Chiesa.
Nel 1438 Norcia fu costretta a sottoscrivere presso Capodacqua dei capitoli ad essa sfavorevoli con Francesco Sforza in cambio della sua protezione con la perdita del castello di Cerreto che venne solo temporaneamente recuperata nel 1442 con l'aiuto di Niccolò Piccinino dopo che lo Sforza aveva perso il favore del papa Eugenio IV. Negli anni successivi cessato il dominio dello Sforza la città, soprattutto durante i pontificati di Niccolò V e di Paolo II quando nella vicenda vi si trovano coinvolti Everso II degli Anguillara e i comuni limitrofi, fu traviata dalle lotte tra le fazioni guelfa e ghibellina con messa al bando di alcuni suoi cittadini e scomunica per alcuni di loro. Tra di essi fu esule a Roma, vittima degli scontri Andrea di Tartaglia, uno dei primi comandanti noti della guardia pontificia.

### Il Rinascimento

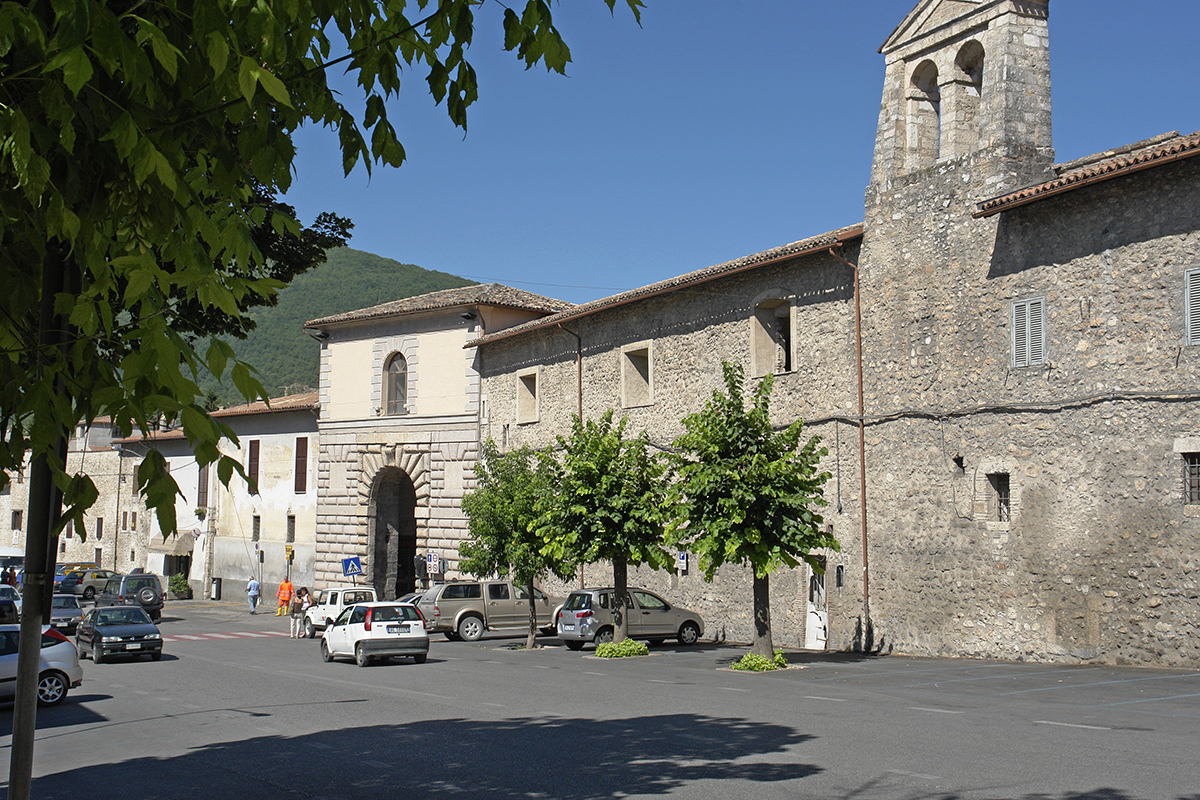
Norcia, scorcio della cinta muraria in prossimità di Porta ascolana

Nel tardo Rinascimento, i pontefici assegnano a Norcia la sede di una prefettura pontificia con giurisdizione su gran parte dei territori montuosi circostanti, posti da una parte e dall'altra del versante appenninico, consolidano a scopo difensivo la cinta muraria che a tutt'oggi cinge, pressoché intatta, l'antico centro abitato ed erigono, su disegno del Vignola, la fortezza detta "La Castellina" che con il suo stile sobrio ma elegante, domina la piazza centrale della città dedicata a san Benedetto.
Nel corso del XVII secolo Norcia, fortemente vincolata a Roma da una forte dipendenza politica ed amministrativa, vive un interessante periodo di vivacità artistica e culturale, come riflesso allo splendore barocco che le corti papali inaugurarono sulle rive del Tevere in quel periodo infatti si intensificano gli scambi culturali con altre città della penisola e alcuni artisti di fama giungono a Norcia per dipingervi alcune opere. Sorge un'accademia letteraria, vengono aperte delle scuole e fondato un teatro e la città si popola di chiese, conventi e monasteri.

### Era moderna
Nel corso del XVIII secolo la città è nuovamente sconvolta da una serie di terremoti catastrofici che ne sconvolgono l'assetto urbanistico. La ricostruzione che si rende necessaria cancella in gran parte la personalità medioevale della cittadina umbra e imposta la struttura tipicamente ottocentesca che è oggi visibile in gran parte del centro storico.
Norcia, fortemente e tradizionalmente filo-papale, respinge dapprima in armi un tentativo di instaurare nella zona un governo filo-francese nel 1798 ma viene successivamente inclusa nella Repubblica che sotto il dominio napoleonico, controlla Italia centrale sino alla Restaurazione, che ristabilisce il potere pontificio sulla regione.
Il 1859 è teatro di un nuovo devastante terremoto che, secondo quanto riportato dal sito ufficiale del comune di Norcia, distrugge 600 edifici sui 676 esistenti. L'amministrazione pontificia impone da quel momento delle rigide norme che proibiscono di elevare nella città edifici oltre i tre piani di altezza e prescrivono l'impiego di particolari materiali da costruzione.
Nel 1860, all'indomani dei plebisciti di annessione, Norcia si unisce al nuovo Regno d'Italia ma con l'avvento del XX secolo la città vive uno dei momenti economici più difficili. L'agricoltura tradizionale non riesce a sostenere la concorrenza delle agricolture intensive già preindustriali e le campagne vivono nuovamente un periodo di forte emigrazione in diverse direzioni: verso gli Stati Uniti dove, tra Pennsylvania e Ohio, si stabiliscono colonie numerose di Nursini e soprattutto verso Roma dove gli esperti artigiani nell'arte della lavorazione del maiale impiantano e gestiscono numerose attività commerciali nel settore, il cui nome, norcineria, è fortemente evocativo.
Il fenomeno migratorio prosegue per gran parte del secolo e porta ad un progressivo spopolamento delle campagne e delle piccole frazioni che circondano la cittadina.
Negli ultimi mesi del II conflitto mondiale, tra la fine del 1943 e l'estate del 1944, la cittadina nursina, unitamente ad altre località limitrofe e al territorio montuoso che la circonda, diviene teatro di aspri combattimenti che contrappongono le truppe tedesche di occupazione alla Brigata Garibaldi "Antonio Gramsci", l'unità partigiana operante nella zona.
Il terremoto del 1979, che provoca il crollo di alcune cavità sotto l'area cittadina facendo sprofondare numerose case sotto il loro peso, sconvolge ulteriormente il territorio e causa seri danni a tutto il patrimonio artistico e alla gran parte degli edifici privati, ma il piano di risanamento e di ricostruzione che prende il via negli anni successivi e si protrae per tutti gli anni ottanta, seppur tra polemiche politiche violentissime e denunce alla magistratura per casi di corruzione e clientelismo, porta ad una rinascita economica della zona, con l'avvio di una piccola attività industriale, l'abbandono dell'attività agricola di sussistenza e soprattutto con la promozione turistica alberghiera che diventa preponderante nel bilancio economico della cittadina.

#### Terremoto del 2016
Norcia è stata danneggiata dai terremoti del 24 agosto e del 26 ottobre 2016: quest'ultimo ha fatto crollare gran parte della chiesa di San Salvatore. Il 30 ottobre 2016 una scossa di magnitudo 6.5, alle 07:41 del mattino, ha provocato il crollo della navata centrale e del campanile settecentesco della Basilica di San Benedetto. Sono inoltre crollati i tetti della Concattedrale di Santa Maria Argentea e delle chiese di San Francesco e di Sant’Agostino. Il Santuario della Madonna Addolorata con il suo campanile e porzioni delle mura medievali sono stati totalmente rasi al suolo. Il sisma ha danneggiato lievemente il Palazzo Comunale e la Castellina.

## Monumenti e luoghi d'interesse

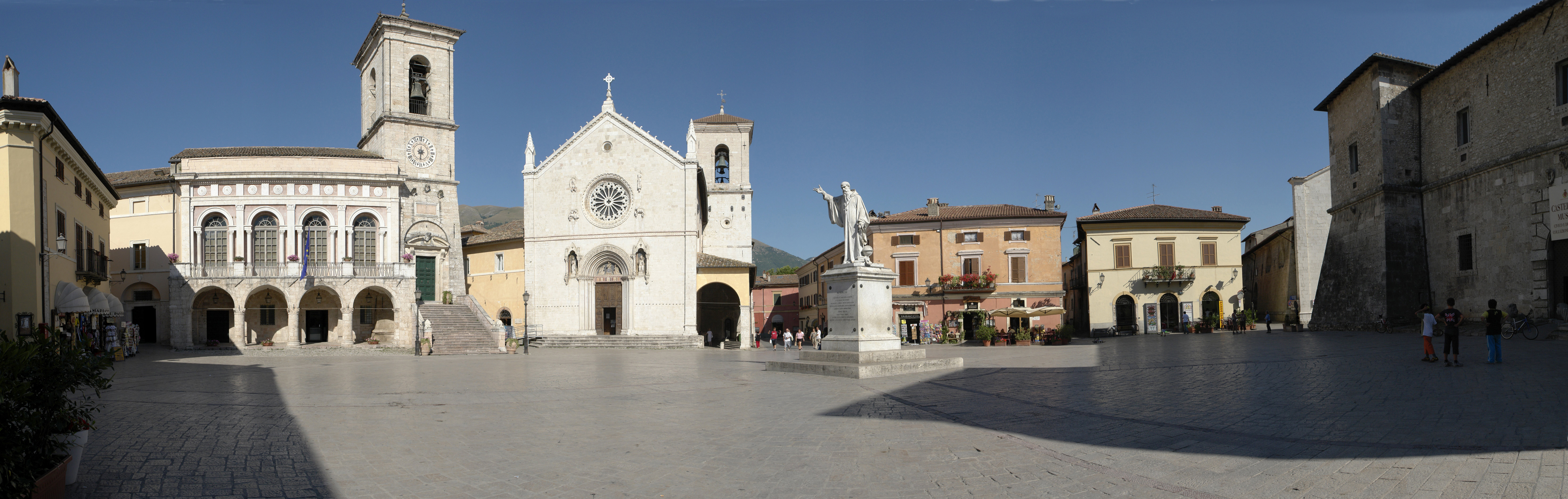
Piazza San Benedetto: al centro della foto la basilica di San Benedetto (prima del terremoto del 30 ottobre 2016) con a destra il portico delle misure. A sinistra il palazzo comunale. Al centro della piazza la statua del santo.

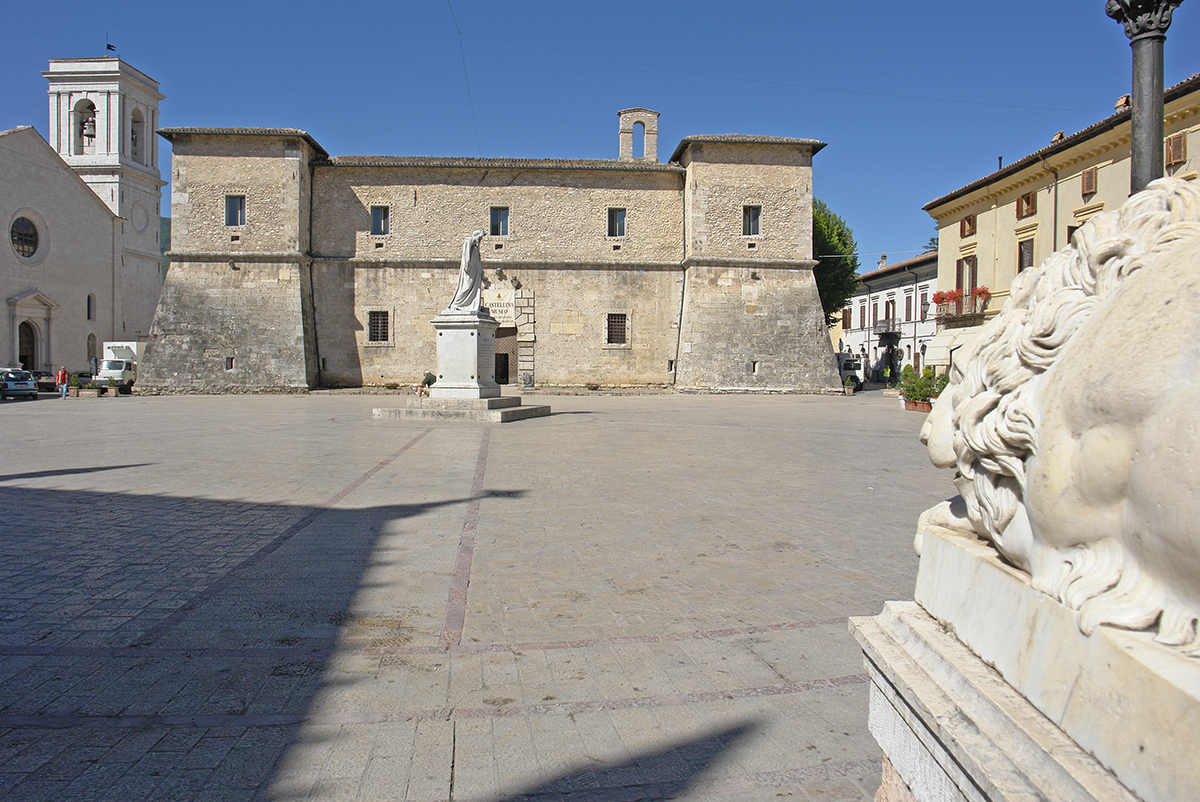
Norcia, Piazza San Benedetto: la Castellina, il palazzo fortificato, un tempo sede del governatore pontificio, ospita oggi un museo e mostre temporanee.

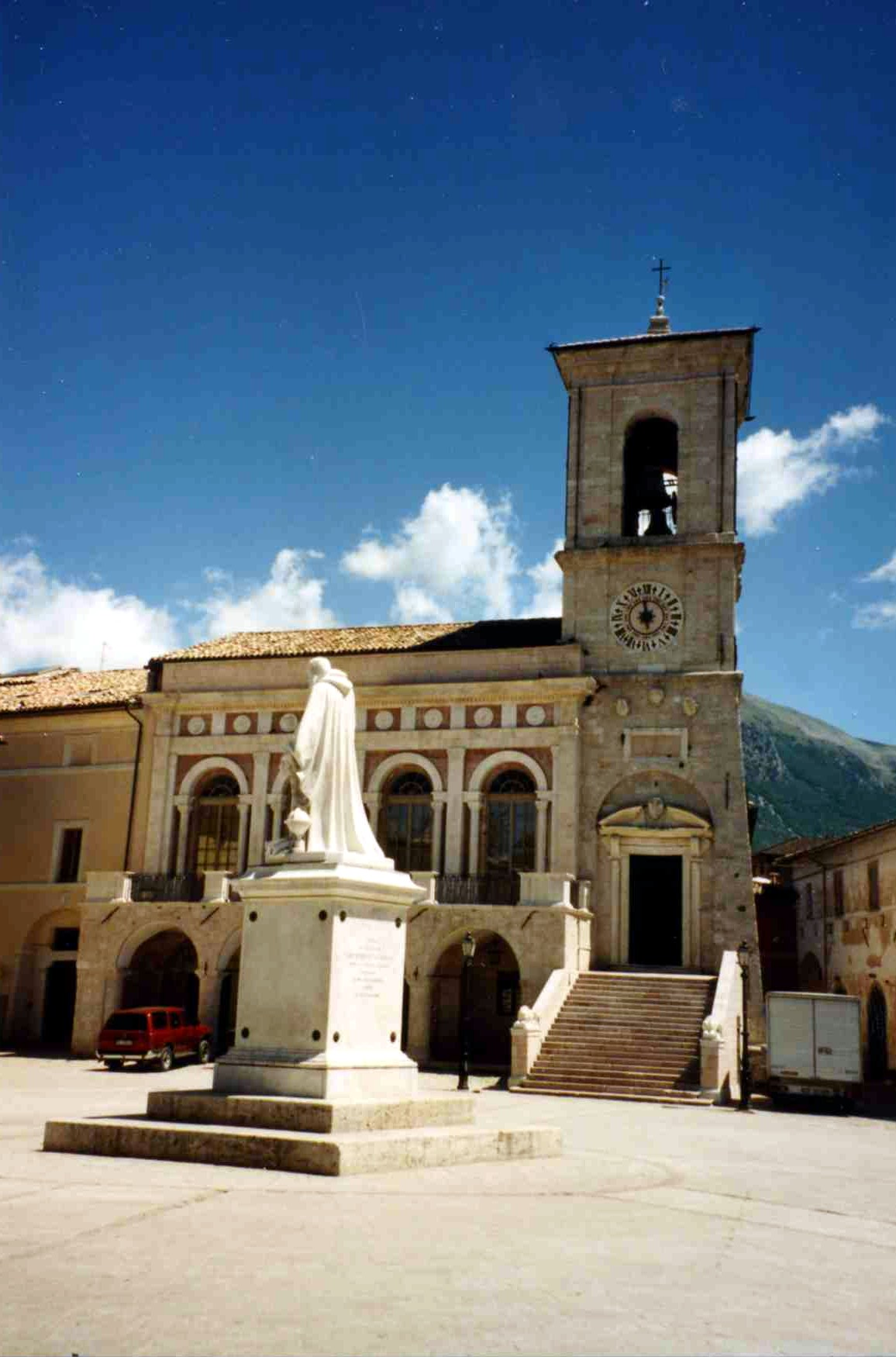
Norcia, piazza San Benedetto: il Palazzo Comunale (anni 1980-1990 circa).

Il patrimonio artistico della cittadina nursina, seppur ancora cospicuo ed interessante, risente tuttavia degli eventi sismici, spesso catastrofici, che nel corso dei secoli hanno inferto ferite gravissime, distruggendo monumenti importanti e tracce di un passato remoto che risale all'epoca pre-romana. Sono del resto caratteristici, in gran parte del centro storico, gli edifici bassi e con i muri perimetrali a scarpa, testimonianza delle normative che furono adottate nella legislazione pontificia "ad hoc" dopo il sisma del 1859, ove si raccomandavano costruzioni a baracca.
Il fulcro artistico-monumentale della città ruota certamente intorno alla sua piazza centrale dove, con un'organizzazione di sapore rinascimentale si concentrano gli edifici simbolo dell'identità nursina, ma anche all'esterno della cinta muraria sono numerosi i monumenti di un certo interesse artistico

### Architetture religiose

#### Basilica di San Benedetto
La basilica di San Benedetto la cui costruzione originale, con la splendida facciata gotica, il rosone e i fregi dei 4 evangelisti risale al XII secolo. La tradizione vuole che sia stata costruita sui resti della casa natale del santo ma più probabilmente nello stesso luogo sorgeva una basilica di epoca romana andata successivamente distrutta. Lo storico edificio è crollato, ad eccezione della facciata, dell’abside e del transetto, a seguito del sisma del 30 ottobre 2016.
Il 30 ottobre 2023 si è celebrata di nuovo la Santa Messa nella basilica in corso di ricostruzione.

#### Concattedrale di Santa Maria Argentea
- La concattedrale di Santa Maria Argentea, edificata sul sito occupato da una pieve demolita nel 1554 per far posto alla Castellina, di cui rimane il portale rimontato sul fianco sinistro, ospita alcune opere di autori fiamminghi e un trittico murario del XVI secolo di Francesco Sparapane. Il sisma del 30 ottobre 2016 ne ha fatto crollare il tetto e parte della facciata.

#### Chiesa di Santa Scolastica
La chiesa di Santa Scolastica risalente al 580, fortemente restaurata nel corso dei secoli, ora è inclusa nel cimitero comunale con la funzione di cappella cimiteriale

#### Convento di Santa Maria di Montesanto
Nei pressi della frazione di San Pellegrino sorge il convento di Santa Maria di Montesanto, un edificio del XIV secolo eretto dai frati Clareni e affidato via via nel corso dei secoli a diversi ordini religiosi, sino all'inizio del secolo scorso, da quando giace abbandonato. Il convento, in pessimo stato di conservazione, possiede un pregevole chiostro interno, una chiesa attigua con alcune tele del XVII secolo ed una statua lignea di Madonna col Bambino risalente al XIV secolo, oggetto di particolare devozione da parte della popolazione.

#### Madonna della Neve
A 12 km dal centro abitato, nei pressi della frazione di Savelli, sono visibili i ruderi consolidati e restaurati, unitamente ai superstiti affreschi, della Madonna della Neve, una elegante costruzione a pianta ottagonale, edificata su disegni del Bramante, andata pressoché distrutta nel corso del sisma del 1979.

#### Altre chiese
- La chiesa di Sant'Agostino presenta una facciata gotica del XIV secolo, che ricalca la struttura dell'abbazia patronale, al suo interno è presente un affresco di Giovanni Battista di Norcia.
- La chiesa della Madonna Bianca, nei pressi della località denominata Forca d'Ancarano, è una costruzione pregevole risalente al XV secolo.
- In località Campi risulta molto interessante la parrocchiale di Sant'Andrea, all'interno del centro abitato con la sua architettura originale e funzionale e il suggestivo loggiato aereo di pianta triangolare che la caratterizza.
- Sempre nei pressi della frazione di Campi è presente la chiesa di San Salvatore con i due rosoni e i due portali di epoche diverse, crollata a seguito del sisma del 30 ottobre 2016.

### Architetture civili

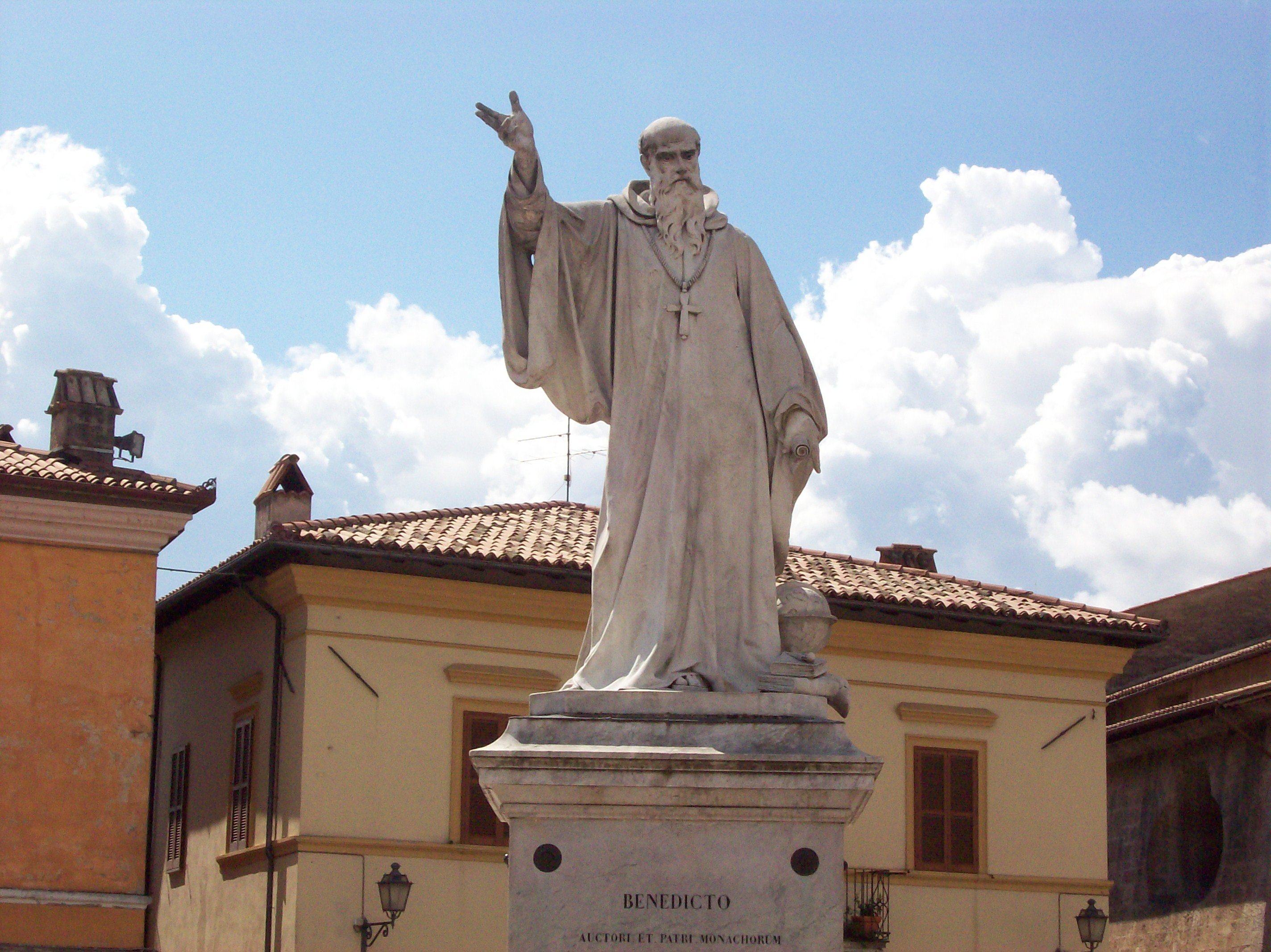
Monumento a San Benedetto da Norcia

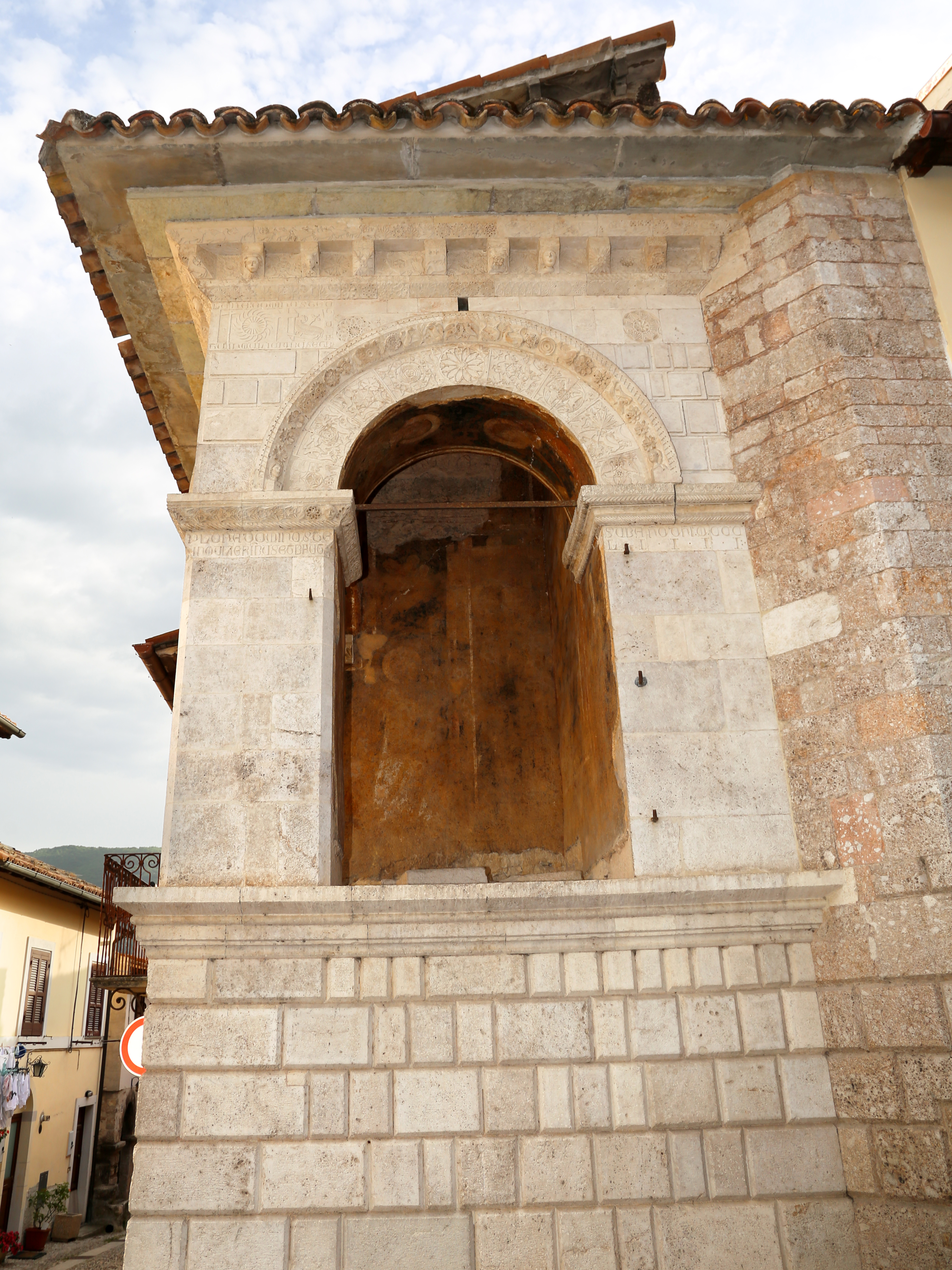
Tempietto

- il Portico delle Misure, un mercato dei cereali al coperto, con le misure di capacità in pietra ancora intatte nonostante il crollo del porticato a seguito del sisma del 30 ottobre 2016. Il porticato fu edificato a ridosso della basilica nel 1570.
- Il Palazzo Comunale, edificio risalente al XIV secolo, ampiamente ristrutturato nel XIX secolo a causa dei danneggiamenti riportati negli eventi sismici precedenti
- Il monumento a San Benedetto da Norcia eseguito da Francesco Prinzi in occasione del XIV centenario della nascita del santo.
- Più decentrato rispetto alla Piazza San Benedetto, ma sempre di notevole interesse artistico, è il complesso Monumentale di San Francesco la cui costruzione risale al XIV secolo e che ospita oggi l'archivio comunale e la biblioteca civica.
- Il Tempietto, la costruzione storica più originale e meglio conservata di Norcia, è opera del 1354 del nursino Vanni della Tuccia; è un'edicola in pietra, severamente classicheggiante nella struttura, cui si contrappone un'anticlassica decorazione scultorea simile a un'oreficeria longobarda, costituita da motivi zoomorfi, fitomorfi, antropomorfi, geometrici, simbolici, esoterici. Nel Medioevo era chiamata Maìna e quasi sicuramente alloggiava una statua ora scomparsa. Le decorazioni esterne sembrano incoerenti e misteriose ma hanno un senso ed un preciso scopo se interpretate come il "catalogo" dei motivi che lo sculture professionale Vanni della Tuccia offriva ai suoi Clienti.
- Nei pressi della Porta Ascolana il Criptoportico ospita alcuni reperti archeologici rinvenuti in zone diverse della città ed appartenenti principalmente alla civiltà sabina.
- Porta Romana. Di origine medievale, ma la forma attuale è quella eretta nel corso del XIX secolo. Riporta i medaglioni di Ufente (a sinistra) e Quinto Sertorio (a destra).
- La scoperta di necropoli ellenistiche soprattutto nel piano di Santa Scolastica, nelle vicinanze del Caseificio, ha portato all'arricchimento del Museo Diocesano in cui sono confluiti pregevoli corredi tombali databili tra fine IV e I secolo a.C. La necropoli è tuttora in fase di scavo e ripristino ed è fruibile solo parzialmente.
- Il Palazzo Cipriani, che è appartenuto alla nobile famiglia Cipriani.

### Architetture militari

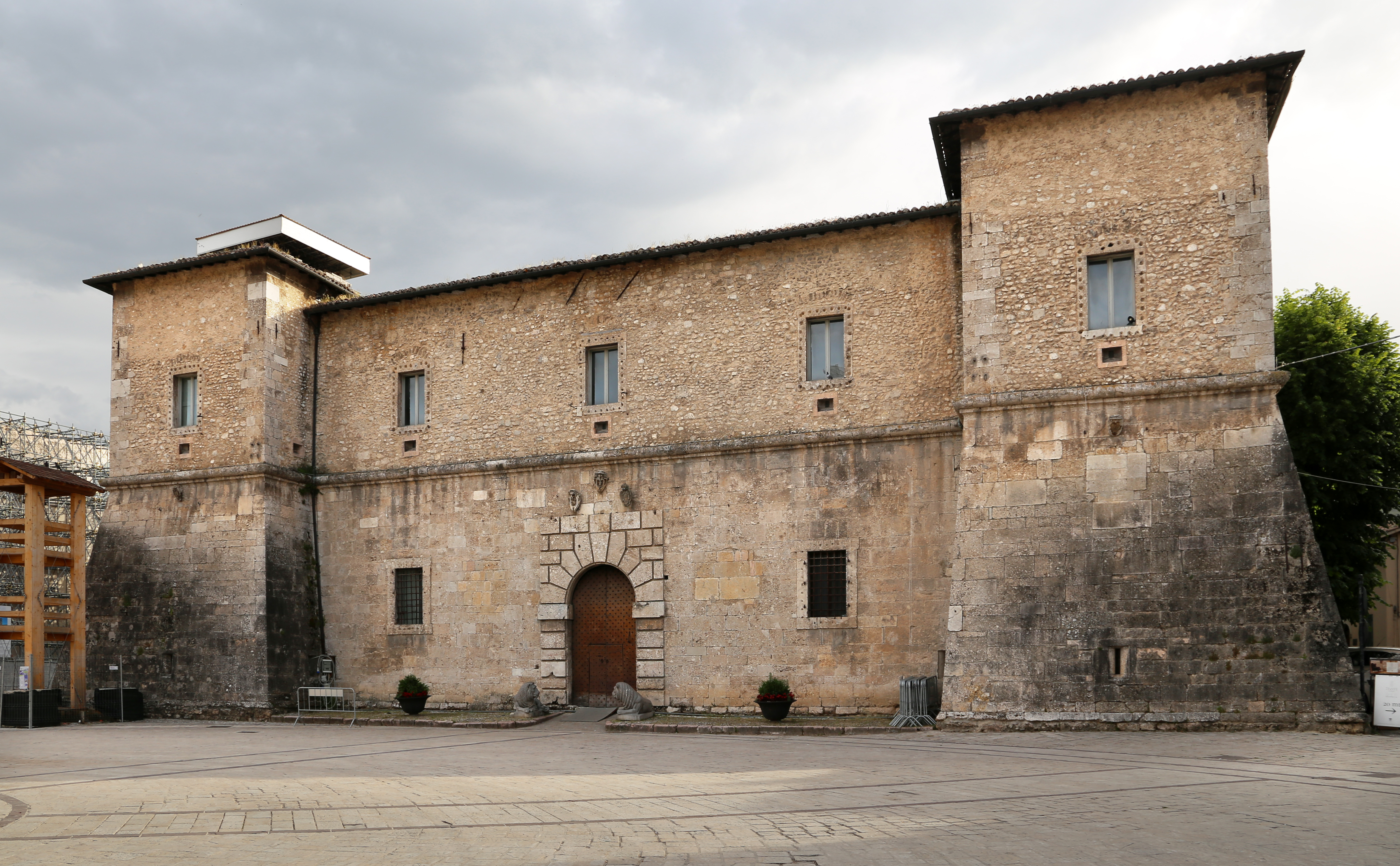
La Castellina

- La Castellina, la residenza fortificata sede della prefettura e dei governatori pontifici, edificata nel 1554 su disegno del Vignola.

Musei
Mostra Permanente “Partire per l’aldilà”
Mostra permanente degli antichi mestieri e della civiltà contadina di Norcia
Collezione Massenzi, all'interno de La Castellina
Museo Civico e Diocesano "La Castellina"
Museo dei Mulini e delle Marcite

## Società

### Evoluzione demografica
Abitanti censiti

## Geografia antropica

### Frazioni
Agriano, la cui chiesa di Sant'Eutizio conserva una pala di Giacinto Brandi con la Madonna col Bambino e i Santi Francesco e Antonio da Padova, Aliena, la cui chiesa di Sant'Eutizio conserva una Madonna del Rosario anch'essa del Brandi, Ancarano, Biselli, Campi, Capo del colle, Casali di Serravalle, Castelluccio, Cortigno, Forca Canapine, Fontevena, Forsivo, Frascaro, Legogne, Nottoria, Ocricchio, Ospedaletto, Paganelli, Pescia, Piè del colle, Piè la Rocca, Piediripa, Popoli, San Marco, San Pellegrino, Sant'Andrea, Sant'Angelo, Savelli, Serravalle, Valcaldara.

## Economia
La Norcia contemporanea è una città a forte vocazione turistica per la quale l'emorragia demografica sembra essersi arrestata. Il territorio assiste ad una crescita della popolazione e ad un rinascere anche delle piccole frazioni, un tempo quasi abbandonate. Come il resto della regione Norcia è caratterizzata da una certa immigrazione, dovuta soprattutto a manodopera straniera richiamata dalla possibilità di lavoro stagionale offerto dall'industria alimentare e da quella turistica.
Le attività tradizionali, legate alla lavorazione della carne di maiale e della raccolta del tartufo nero, unite alla bellezza paesaggistica del comprensorio montano, ne fanno una meta discretamente ambita da parte di clientela anche internazionale che, soprattutto in estate, affolla i numerosi alberghi e centri di ospitalità.
I prodotti di carne suina tipici di Norcia trovano la loro peculiarità nelle tecniche di produzione, assolutamente tradizionali. Uno fra i prodotti più celebri è il Prosciutto di Norcia, premiato con il riconoscimento del marchio IGP già nel 1998, cui si aggiunge la "Corallina di Norcia", un salame costituito da tre parti di carne suina e una di grasso duro rifilato a dadini.
Dalla nota produzione alimentare della città, inoltre, deriva il termine norcineria usato nell'Italia centrale per indicare la salumeria.
Tra le altre attività economiche tradizionali, diffuse e attive vi sono quelle artigianali, come la rinomata lavorazione del ferro battuto, finalizzata alla produzione di lampadari, lanterne, attrezzi domestici ed oggetti raffiguranti animali.

## Infrastrutture e trasporti

### Ferrovie
Dal 1926 al 1968 Norcia fu servita (tramite l'omonima stazione) dalla ferrovia Spoleto-Norcia, una linea a scartamento ridotto che collegava Spoleto con Norcia, che rimase in esercizio dal 1º novembre 1926 al 31 luglio 1968, quando fu soppressa. Le tracce della ferrovia sono quasi tutte conservate, il sedime è stato convertito in una pista ciclabile.

## Amministrazione
| Periodo          | Periodo        | Primo cittadino      | Partito                   | Carica  | Note   |
| ---------------- | -------------- | -------------------- | ------------------------- | ------- | ------ |
| 19 febbraio 1986 | 22 maggio 1990 | Giampietro Angelini  | Democrazia Cristiana      | Sindaco | [ 19 ] |
| 23 maggio 1990   | 23 aprile 1995 | Giampietro Angelini  | Democrazia Cristiana      | Sindaco | [ 19 ] |
| 23 aprile 1995   | 13 giugno 1999 | Giampietro Angelini  | Partito Popolare Italiano | Sindaco | [ 19 ] |
| 13 giugno 1999   | 13 giugno 2004 | Alberto Naticchioni  | Lista civica              | Sindaco | [ 19 ] |
| 13 giugno 2004   | 7 giugno 2009  | Nicola Alemanno      | Centro-destra             | Sindaco | [ 19 ] |
| 7 giugno 2009    | 26 maggio 2014 | Gianpaolo Stefanelli | Norcia nel cuore          | Sindaco | [ 19 ] |
| 26 maggio 2014   | 27 maggio 2019 | Nicola Alemanno      | Rispetto per Norcia       | Sindaco | [ 19 ] |
| 27 maggio 2019   | 10 giugno 2024 | Nicola Alemanno      | Rispetto per Norcia       | Sindaco | [ 19 ] |
| 10 giugno 2024   | in carica      | Giuliano Boccanera   | Norcia unita              | Sindaco | [ 19 ] |

### Gemellaggi
- Ottobeuren
- Hamilton

#### Patti di amicizia
- Ascoli Piceno (protocollo d'intesa del 2010)[20]